# أولينا غوذبييرغ فيذارسدوتير
 أولينا غوذبييرغ فيذارسدوتير  (بالآيسلندية: Ólína Guðbjörg Viðarsdóttir) من مواليد 16 نوفمبر 1982، هي مدافعة كرة قدم آيسلندية تلعب لصالح نادي ريكيافيك للسيدات في بطولة آيسلندا لكرة القدم للسيدات.
أولينا مثلية الجنس وتُعتبر من الرياضيات المثليات القلة الذين أعلنوا عن مثليتهم الجنسية وخاصة في رياضة كرة القدم.

## المسيرة الكروية
لعبت أولينا بين 2009 و2012 في نادي كرة قدم محلي للسيدات في السويد. انضمت إلى قسم السيدات في نادي تشيلسي الذي ينشط في في الدوري الإنجليزي الممتاز بحلول شهر يناير من العام 2013. وعادت إلى آيسلندا في بداية شهر يوليو حيث تعاقدت مع نادي فالور. في نوفمبر 2014 تعاقدت مع نادي فيلكير.
في نوفمبر 2016، وقعت أولينا لصالح نادي ريكيافيك للسيدات. غابت عن معظم موسم
بطولة آيسلندا لكرة القدم للسيدات 2017 بسبب ارتجاج في دماغها أصيبت به في المباراة الثانية من الموسم.

## المسيرة الدولية
كانت أولينا جزءًا من منتخب آيسلندا لكرة القدم للسيدات وتنافست في بطولة أمم أوروبا في عامي 2009 و2013. أعلنت اعتزالها كرة القدم الدولية في عام 2014.

## الحياة الخاصة
أولينا مثلية الجنس وتعتبر من الرياضيات المثليات القلة الذين أعلنوا عن مثليتهم الجنسية وخاصة في رياضة كرة القدم.
في يونيو / حزيران 2012، أنجبت أولينا وشريكتها إيدا غارذارسدوتير وهي لاعبة كرة قدم آيسلندية مثلية الجنس أول طفل لهما عندما أنجبت أولينا طفلة أنثى.

## الإنجازات
- بطلة آيسلندا مرتين
- حائزة على كأس آيسلندا 3 مرات.

## روابط خارجية
- أولينا غوذبييرغ فيذارسدوتير على موقع الاتحاد الدولي (مؤرشف)  (الإنجليزية)
- أولينا غوذبييرغ فيذارسدوتير على موقع اتحاد السويد (السويدية)
- أولينا غوذبييرغ فيذارسدوتير على موقع قاعدة بيانات كرة القدم.إي يو (الإنجليزية)
- أولينا غوذبييرغ فيذارسدوتير على موقع Soccerway.com (الإنجليزية)
- أولينا غوذبييرغ فيذارسدوتير على موقع عالم كرة القدم.نت (الإنجليزية)